# Chefferie de Batoufam
La chefferie Batoufam est un domaine en pays Bamiléké au Cameroun, de plusieurs hectares dans lequel réside le chef supérieur, roi des peuples Batoufam, ses épouses et quelques enfants en bas âges. 
En plus de la foret sacrée, la chefferie abrite un ensemble de cases, une cour ou place royale et des bâtiments plus ou moins imposants qui constituent le(s) palais; typiques de l'agencement d'une chefferie bamiléké. 
Le palais des Rois Batoufam est un édifice relativement moderne. Toute la chefferie est un musée parmi les mieux agencés et les plus visités du Cameroun.

## Histoire
Il existe un ancien palais et un nouveau palais. Le palais propose l'histoire des 14 rois et la généalogie des Batoufam. Il a été construit au XIXe siècle.

## Architecture
Le palais est un édifice complexe érigé sous forme de labyrinthe avec des portes basses. Il possède une forge modèle, des cours et cases de passage pour visiteurs.

### Portes basses
Les bâtiments possèdent des portes basses aux cadres sculptés sur des lourdes poutres en bois. Les symboles sculptés racontent chacun une histoire. Le domaine royal possède des cases, des palais et des forêts sacrées.

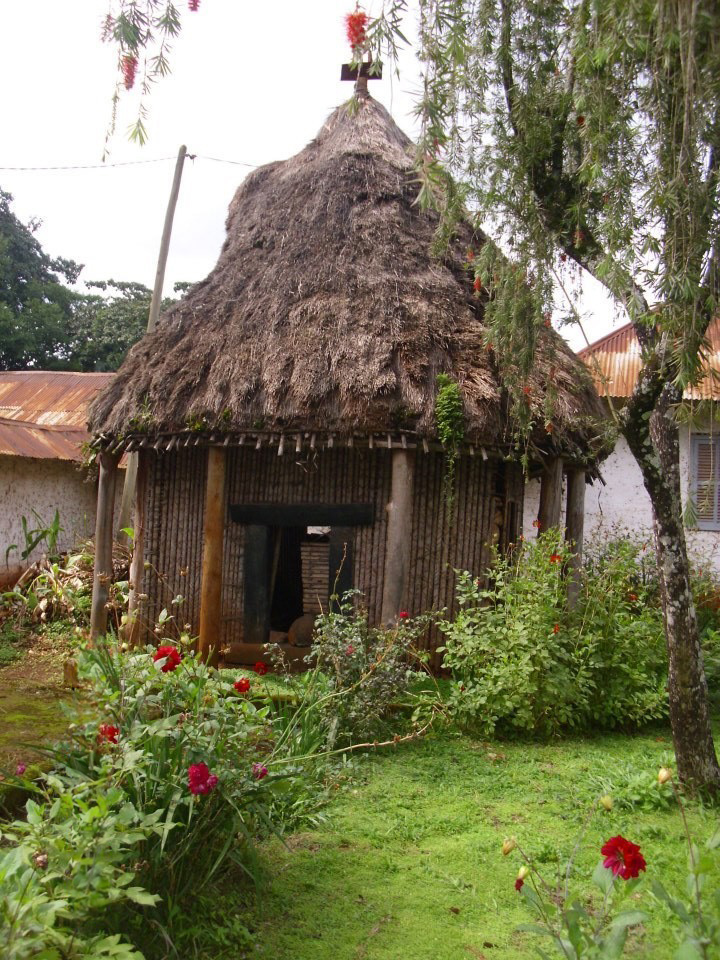
Case de passage

### Cases de passages
Pour offrir l'hospitalité à ses hôtes, le chef a fait emménager les cases des filles en chambres d’hôtes modernes. Les bâtiments sont meublés en bambou. C'est le bâtiment royal de la chefferie. Le roi y rencontre encore les notables, garants de la tradition, et reçoit les requêtes des habitants de la ville.

## Tourisme
Le palais de Batoufam se visite. Il fait partie des chefferies modèles du pays Bamiléké de par son offre en logements de passage. 
La chefferie de Batoufam possède un atelier de sculpture et une boutique qui propose des objets (masques, tabourets, statues, ...) réalisés sur place. 
| Vidéos externes | |
|                 | 25 octobre 2021 par NAJA TV Yacouba Major, l'artisan-sculpteur du roi Batoufam, présente son atelier. |
|                 | NAJA TV 31 Octobre 2021 Batoufam - Les rites et la royauté]                                           |

L'architecture est inspirée du style en labyrinthe du premier chef et créateur du groupement Batoufam.

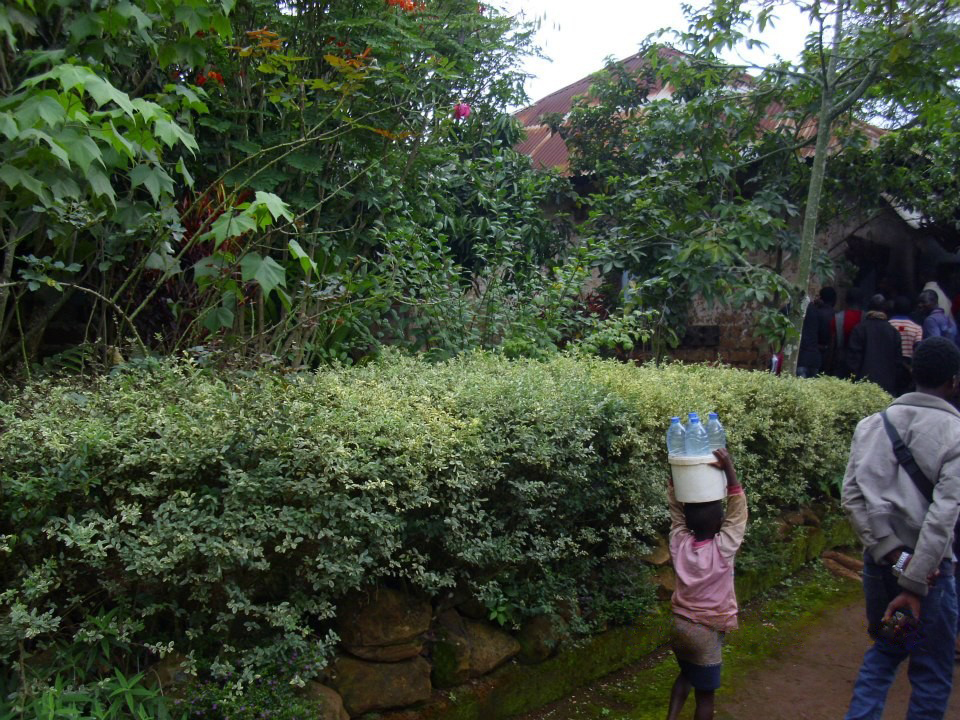
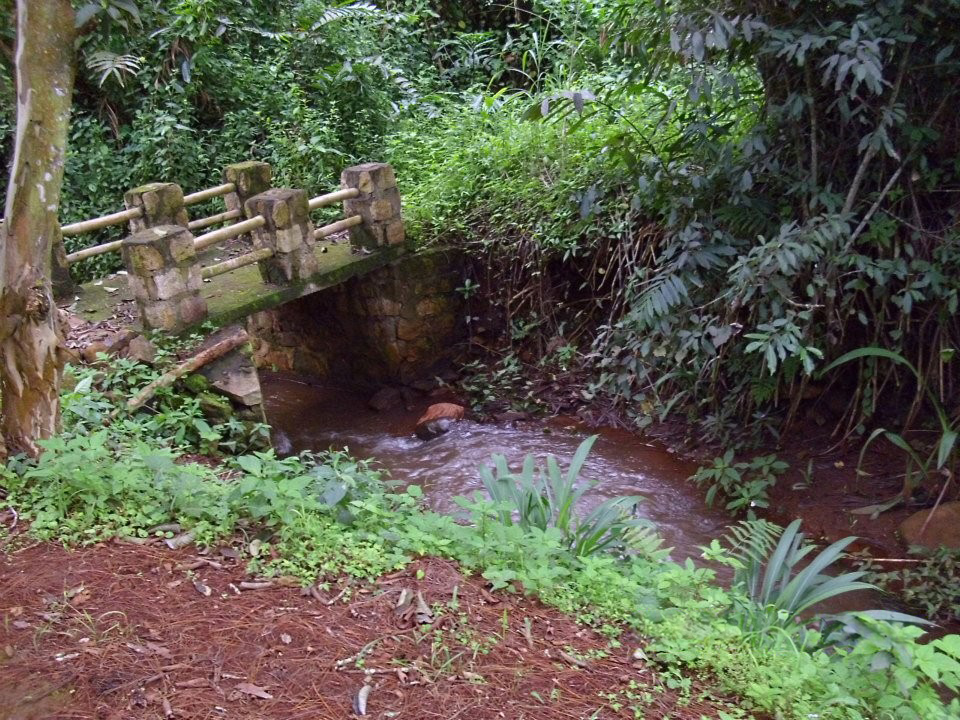
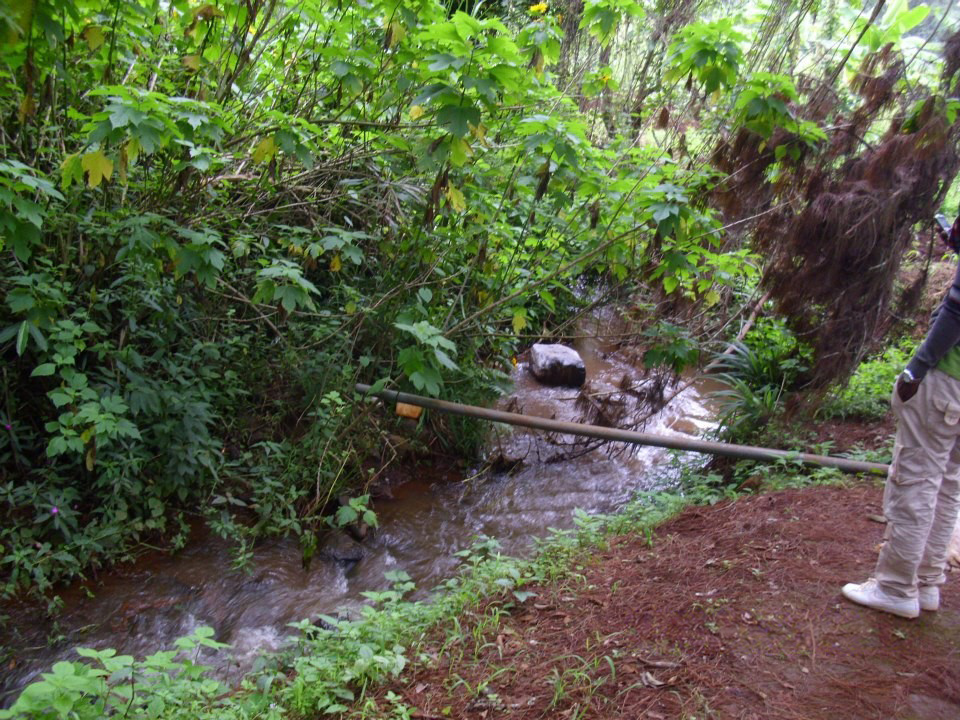
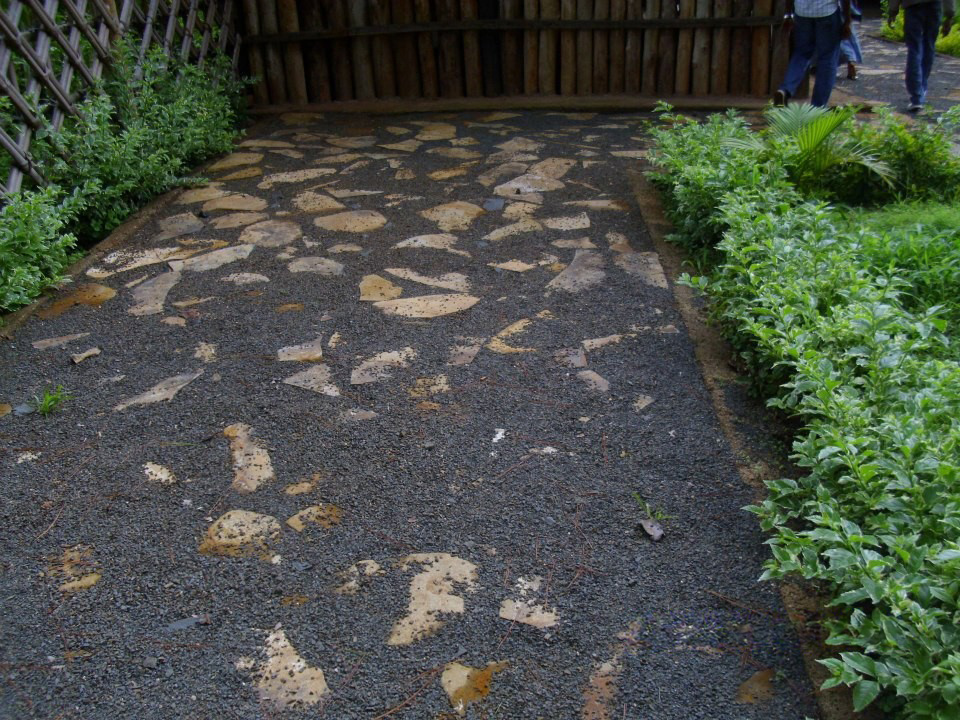
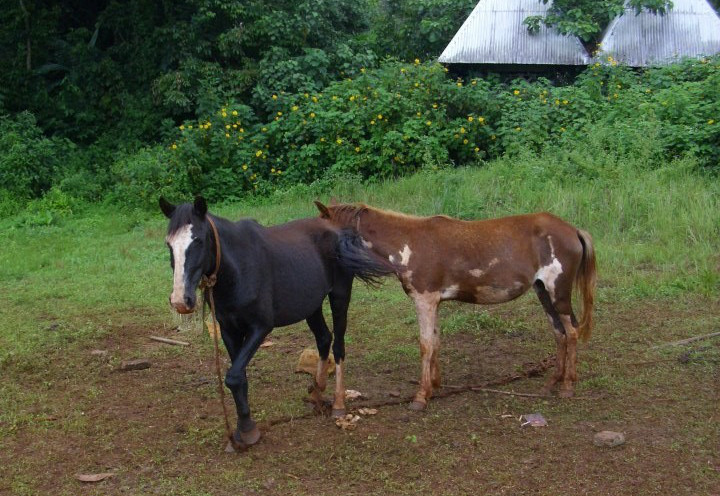
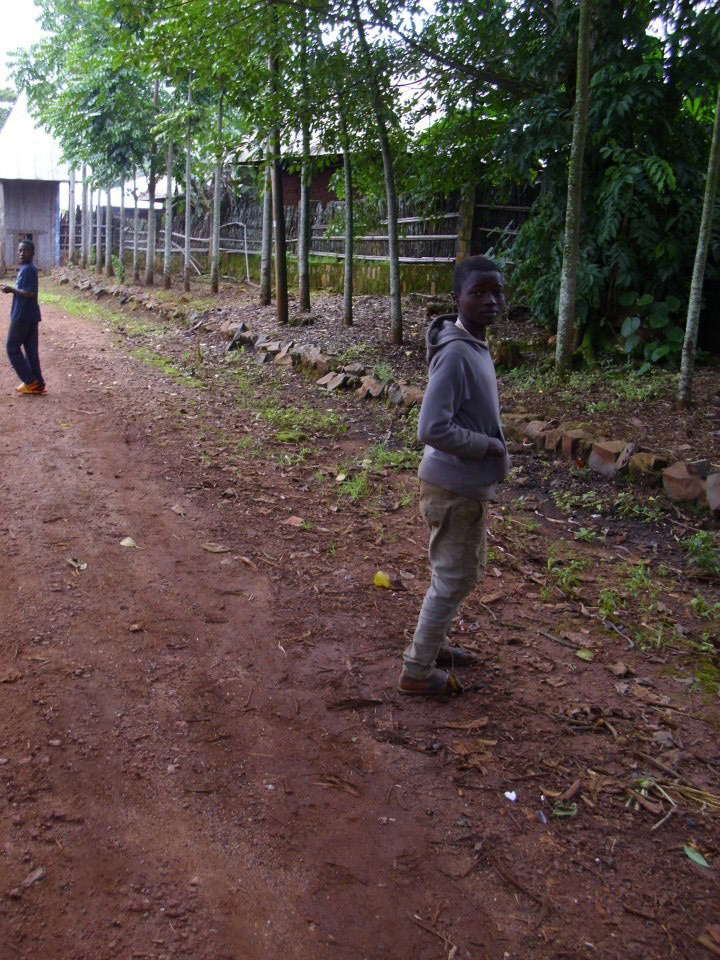